# Georgios Pisides
Georgios Pisides var en bysantinsk författare under 600-talet.
Georgios Pisides var samtida till kejsar Herakleios. Karl Krumbacher såg honom som "den bysantinska tidens bäste profandiktare. Georgios Pisides har på jambisk trimeter förhärligat Herakleios bedrifter, skildrat världsskapelsen i Hexaëmeron och skrivit epigram. Hans verk är utgivna i Patrologia græco-latina.